# Hideo Hosono
Hideo Hosono (* 7. září 1953) je japonský fyzik a materiálový vědec, který se nejvíce proslavil objevem supravodičů na bázi železa. Je ovšem také průkopníkem ve vývoji transparentních polovodičů na bázi oxidů. Navrhl materiálový koncept pro transparentní amorfní polovodič na bázi oxidu (TAOS) s velkou mobilitou elektronů. Hosono dále demonstroval výborný výkon tenkovrstvých tranzistorů TAOS pro příští generaci displejů. Dále úspěšně převedl složku 12CaO·7Al2O3 do transparentního polovodiče, kovu a nakonec i do supravodiče. 
V roce 2016 obdržel Japonskou cenu.